# Нонненфюрцле
Но́нненфюрцле (нем. Nonnenfürzle — букв. «монашкины пуки») — южнонемецкие пончики из заварного теста, специалитет Швабии и Алльгоя, известные со времён Средневековья. Небольшие шарики формируют двумя ложками, жарят во фритюре и ещё горячими обваливают в сахаре. Нонненфюрцле традиционно готовят на карнавал. Любителем пончиков нонненфюрцле считается Мартин Лютер.
Необычным названием нонненфюрцле обязаны легенде, согласно которой молодая монашка как-то приготовила слишком жидкое тесто для выпечки, и, попав в разогретый жир, оно стало издавать подозрительные шипящие звуки, на которые обратил внимание присутствовавший на кухне епископ. Испытав неловкость, монашка стремительно выбежала, а епископ окрестил пончики «монашкиными пуками». По более скучной версии, название происходит от средневековых выражений nunnekenfurt со значением «то, что лучше всего готовят монахини» или nunnen-vürzelîn, которое обозначало выпечку, похожую на пряник. В своём словаре братья Гримм указывают, что нонненфюрцле — обычная для женских монастырей выпечка, похожая на небольшие пряники, и прослеживают происхождение слова от фр. farce, «начинка». Одно из первых письменных упоминаний нонненфюрцле было обнаружено в грамотах Клостернойбургского монастыря близ Вены и относится к XIV веку.